# Aubergina
Aubergina is een geslacht van vlinders van de familie Lycaenidae, uit de onderfamilie Theclinae.

## Soorten
- A. alda (Hewitson, 1868)
- A. hesychia (Godman & Salvin, 1887)
- A. hicetas (Godman & Salvin, 1887)
- A. paetus (Godman & Salvin, 1887)
- A. vanessoides (Prittwitz, 1865)